# Волшебный пирог
Волшебный пирог (фр. gâteau magique, англ. magic cake) — французский пирог, который при выпекании теста образует три слоя. Нижний слой — заварной крем (фр. flan), средний слой — кремовый, а верхний слой — бисквит. Также встречается название «умный пирог». Разделение теста на три слоя происходит из-за разной плотности ингредиентов.

## История
Блюдо, скорее всего, происходит от мильясона (фр.millasson) или милласа (фр. millas) , десерта юго-запада Франции, Шаранты, приготовленного из просяной муки и кукурузного крахмала. В процессе приготовления мильясона образуются два слоя: один — заварной, а другой — женуаз, из-за смешивания сахара и яиц.

## Приготовление
В состав пирога входят ваниль, яйца, молоко, масло, мука, сахарная пудра, соль и вода. Тесто жидкое, когда его помещают в духовку, и оно готовится около пятидесяти минут при температуре 160 °C (320 °F). После приготовления верх пирога становится золотистым, а середина слегка колышется. Его помещают в холодильник на два-три часа, можно покрыть глазурью, едят холодным.

## Возможные варианты

### Аромат
Если основа пирога ванильная, то его можно ароматизировать лимоном (добавив цедру и сок лимона), шоколадом (добавив какао, пасту или растопленный шоколад), каштаном (с каштановой мукой и каштановым кремом) или кофе (с добавлением чашки кофе с молоком).

### С фруктами или сладостями
Дно формы перед тем, как выливать в нее тесто, можно выложить клубникой, малиной, ежевикой , яблоками или черникой. В выпечку также можно добавлять сухофрукты, такие как грецкие или фундук, кусочки кондитерских изделий и конфеты .

### Кексы
Базовый рецепт подходит и для приготовления капкейков. Однако приготовление занимает меньше времени, в среднем 25 минут.

### Пикантный
Некоторые рецепты позволяют приготовить пикантное тесто, в котором сахар заменен беконом и сыром Эмменталь, как для пирога киш лорен. Как и в сладком варианте, в него можно добавлять разные сыры или овощи.